# Guadalupe (Santa Cruz da Graciosa)
Guadalupe is een plaats (freguesia) in de Portugese gemeente Santa Cruz da Graciosa en telt 1306 inwoners (2001).